# Liste des sites du patrimoine culturel au Gilgit-Baltistan
Vous trouverez ci-dessous une liste incomplète des sites du patrimoine culturel du Gilgit-Baltistan.  Selon la publication de l'Agence de protection de l'environnement pakistanaise sur les zones protégées, il n'y a que deux sites archéologiques et monuments au Gilgit-Baltistan.

## Liste
| Identifiant | Monument                                                                 | Type               | District           | Adresse                                                                                            | Description | Coordonnées                       | Illustration                                                             |
| ----------- | ------------------------------------------------------------------------ | ------------------ | ------------------ | -------------------------------------------------------------------------------------------------- | ----------- | --------------------------------- | ------------------------------------------------------------------------ |
| GB-1        | Gravures dans la roche de Butogah                                        | Site archéologique | Diamir             | près de Chilas                                                                                     |             | à géolocaliser                    | Gravures dans la roche de Butogah                                        |
| GB-2        | Gravures dans la roche à Thalpan                                         | Site archéologique | Diamir             | Chilas                                                                                             |             | à géolocaliser                    | Gravures dans la roche à Thalpan                                         |
| GB-3        | Gravures dans la roche à Thor                                            |                    | Diamir             | near Chilas                                                                                        |             | à géolocaliser                    | Image manquante Téléverser                                               |
| GB-4        | Gravures dans la roche à Ziarat (près de Talpan)                         |                    | Diamir             | Chilas                                                                                             |             | à géolocaliser                    | Image manquante Téléverser                                               |
| GB-5        | Complexe bouddhiste avec images de Bouddha et stupas du IVe ou Ve siècle |                    | Diamir             | Shin Nala (42 km de Chilas)                                                                        |             | à géolocaliser                    | Complexe bouddhiste avec images de Bouddha et stupas du IVe ou Ve siècle |
| GB-6        | Mosquée de Chaqchan du XIVe siècle                                       | Mosquée            | Ghanche            | Khaplu                                                                                             |             | à géolocaliser                    | Mosquée de Chaqchan du XIVe siècle                                       |
| GB-7        | Palais de Khaplu                                                         | Fort               | Ghanche            | Khaplu                                                                                             |             | à géolocaliser                    | Palais de Khaplu                                                         |
| GB-8        | Cercles de pierre mégalithiques                                          |                    | Ghizer             | Vallée de Yasin                                                                                    |             | à géolocaliser                    | Image manquante Téléverser                                               |
| GB-9        | Inscriptions d'Alam Bridge                                               |                    | District de Gilgit | Gilgit                                                                                             |             | 35° 45′ 30″ nord, 74° 35′ 49″ est | Image manquante Téléverser                                               |
| GB-10       | Inscriptions de Danyore Rock                                             |                    | Gilgit             | Situées dans un jardin privé à Danyore à l'est de la rivière Hunza et au nord de la rivière Gilgit |             | à géolocaliser                    | Image manquante Téléverser                                               |
| GB-11       | Bouddha de Kargah                                                        |                    | Gilgit             | [ 3 ]                                                                                              |             | à géolocaliser                    | Bouddha de Kargah                                                        |
| GB-12       | Gravures de Keno Daas                                                    |                    | Gilgit             | à la limite de Gilgit                                                                              |             | à géolocaliser                    | Gravures de Keno Daas                                                    |
| GB-13       | Mughal Minar (stupa)                                                     |                    | Gilgit             | [ 3 ]                                                                                              |             | à géolocaliser                    | Mughal Minar (stupa)                                                     |
| GB-14       | Stupas de Noorpur                                                        |                    | Gilgit             | [ 3 ]                                                                                              |             | à géolocaliser                    | Image manquante Téléverser                                               |
| GB-15       | Fort de Baltit                                                           |                    | Hunza-Nagar        | Karimabad, Vallée de Hunza                                                                         |             | 36° 19′ 32″ nord, 74° 40′ 11″ est | Fort de Baltit                                                           |
| GB-16       | Fort d'Altit                                                             |                    | Hunza-Nagar        | Altit, Vallée de Hunza                                                                             |             | à géolocaliser                    | Fort d'Altit                                                             |
| GB-17       | Tour de la Reine Victoria                                                |                    | Hunza-Nagar        | Karimabad, Vallée de Hunza                                                                         |             | à géolocaliser                    | Tour de la Reine Victoria                                                |
| GB-18       | Rocher sacré de Hunza                                                    |                    | Hunza-Nagar        | 2 km de Ganesh sur la Route du Karakorum (KKH)                                                     |             | à géolocaliser                    | Rocher sacré de Hunza                                                    |
| GB-19       | Mosquée d'Amburik                                                        |                    | Skardu             | Vallée de Shigar                                                                                   |             | à géolocaliser                    | Mosquée d'Amburik                                                        |
| GB-20       | Monastère bouddhiste du IVe au Ve siècle                                 |                    | Skardu             | Vallée de Shigar                                                                                   |             | à géolocaliser                    | Image manquante Téléverser                                               |
| GB-21       | Fort de Shigar                                                           |                    | Skardu             | Vallée de Shigar                                                                                   |             | à géolocaliser                    | Fort de Shigar                                                           |
| GB-22       | Rocher de Bouddha de Manthal (inscriptions bouddhistes)                  |                    | Skardu             | [ 3 ]                                                                                              |             | à géolocaliser                    | Rocher de Bouddha de Manthal (inscriptions bouddhistes)                  |
| GB-23       | Fort de Skardu                                                           |                    | Skardu             | Skardu                                                                                             |             | à géolocaliser                    | Fort de Skardu                                                           |
| GB-24       | Mosquée de Chaqchan (mosquée en bois)                                    |                    | Skardu             | Vallée de Shigar                                                                                   |             | à géolocaliser                    | Image manquante Téléverser                                               |